# Rineloricaria jaraguensis
Rineloricaria jaraguensis är en fiskart som först beskrevs av Steindachner, 1909.  Rineloricaria jaraguensis ingår i släktet Rineloricaria och familjen Loricariidae. Inga underarter finns listade i Catalogue of Life.